# The Road Goes on Forever
The Road Goes on Forever es el tercer álbum de la banda The Highwaymen constituida por Kris Kristofferson, Johnny Cash, Waylon Jennings y Willie Nelson, el álbum fue lanzado en 1995 bajo el sello Libery Records. El álbum fue reeditado en el 2005 por EMI y Capitol Records agregando algunas canciones extras y en algunas versiones un DVD conmemorando los 10 años de la banda, el DVD incluye el video de la canción "It Is What It Is" y un pequeño documental llamado Live Forever - In the Studio with the Highwaymen.

Este fue el último álbum que pudieron hacer todos los integrantes originales ya que Waylon Jennings muere en el 2002 y Johnny Cash muere el 2003.

## Canciones

### Disco 1 (CD)
1. The Devil's Right Hand – 3:14
(Earle)
2. Live Forever – 2:49
(Shaver)
3. Everyone Gets Crazy – 2:55
(Welch)
4. It Is What It Is – 3:40
(Bruton y Fleming)
5. I Do Believe – 3:25
(Jennings)
6. The End of Understanding – 2:43
(Nelson)
7. True Love Travels a Gravel Road – 3:22
(Frazier y Owens)
8. Death and Hell – 2:51
(Cash)
9. Waiting for a Long Time – 4:20
(Bruton)
10. Here Comes That Rainbow Again – 2:50
(Kristofferson)
11. The Road Goes On Forever – 4:42
(Keen)
Canciones Extras de la reedición del 2005:
12. If He Came Back Again – 3:34
(Alfonso y Bickhardt)
13. Live Forever – 2:12
(Shaver)
14. I Ain't Song – 1:56
(Jennings)
15. Pick Up the Tempo – 2:18
(Nelson)
16. Closer to the Bone – 2:14
17. Back in the Saddle Again – 0:50
(Autry y Whitley)

### Disco 2 (DVD)
1. Live Forever – In the Studio with the Highwaymen
2. It Is What It Is